# Anzelm (kardynał S. Lorenzo in Lucina)
Anzelm (zm. ok. 1141) – kardynał.
O jego pochodzeniu nie wiadomo nic pewnego. Część późniejszych źródeł identyfikowała go z wzmiankowanym w 1102 i 1105 opatem S. Pietro in Caelo aureo w Pawii, ale identyfikacja ta okazała się błędna. Papież Honoriusz II mianował go kardynałem prezbiterem S. Lorenzo in Lucina. W trakcie podwójnej elekcji papieskiej w lutym 1130 stanął po stronie prawowitego papieża Innocentego II i jeszcze w tym samym roku razem z kardynałem Gerardo Caccianemici był jego legatem w Niemczech. Występuje jako świadek na licznych przywilejach Honoriusza II i Innocentego II datowanych między 7 maja 1128 a 21 czerwca 1141. Niedługo po tej ostatniej dacie zmarł.